# 페라리 F355
페라리 F355(영어: Ferrari F355)는 페라리에서 1994년부터 1999년까지 생산했던 스포츠카이다.

## 사양
배기량이 3.4 L (3,405 cc)에서 3.5 L (3,495 cc)로 증가한 것 외에 348과 F355의 V8 엔진의 주요 차이점은 5개의 밸브 실린더 헤드의 도입이다. 새로운 헤드 디자인은 더 나은 흡기 투과성을 허용하고 훨씬 더 강력한 엔진을 만들어 8,250rpm에서 최대 출력 380 PS (279 kW; 375 hp), 최대 출력에서 363N·m(268lb·ft)를 생성했다. 세로로 장착된 90° V8 엔진은 348의 엔진보다 2mm(75mm가 아닌 77mm) 스트로크되어 배기량이 약간 증가했다. 엔진 내부는 경량 재료를 사용하여 생산된다. 커넥팅 로드는 Ti6-Al-4V 티타늄 합금으로 단조된다. 엔진 압축비는 11:1이며 1995년형에는 보쉬 모트로닉 2.7 엔진 제어 장치를 사용했으며 이후 1996년에 생산이 종료될 때까지 M5.2로 변경되었다. 모트로닉 시스템은 실린더당 단일 점화 플러그로 전자식 연료 분사 및 점화 시스템을 제어한다. 엔진 윤활은 건식 섬프 오일링 시스템을 통해 이루어진다. 엔진은 Paolo Martinelli가 설계했다.

## 변형 차종

### F355 베를리네타

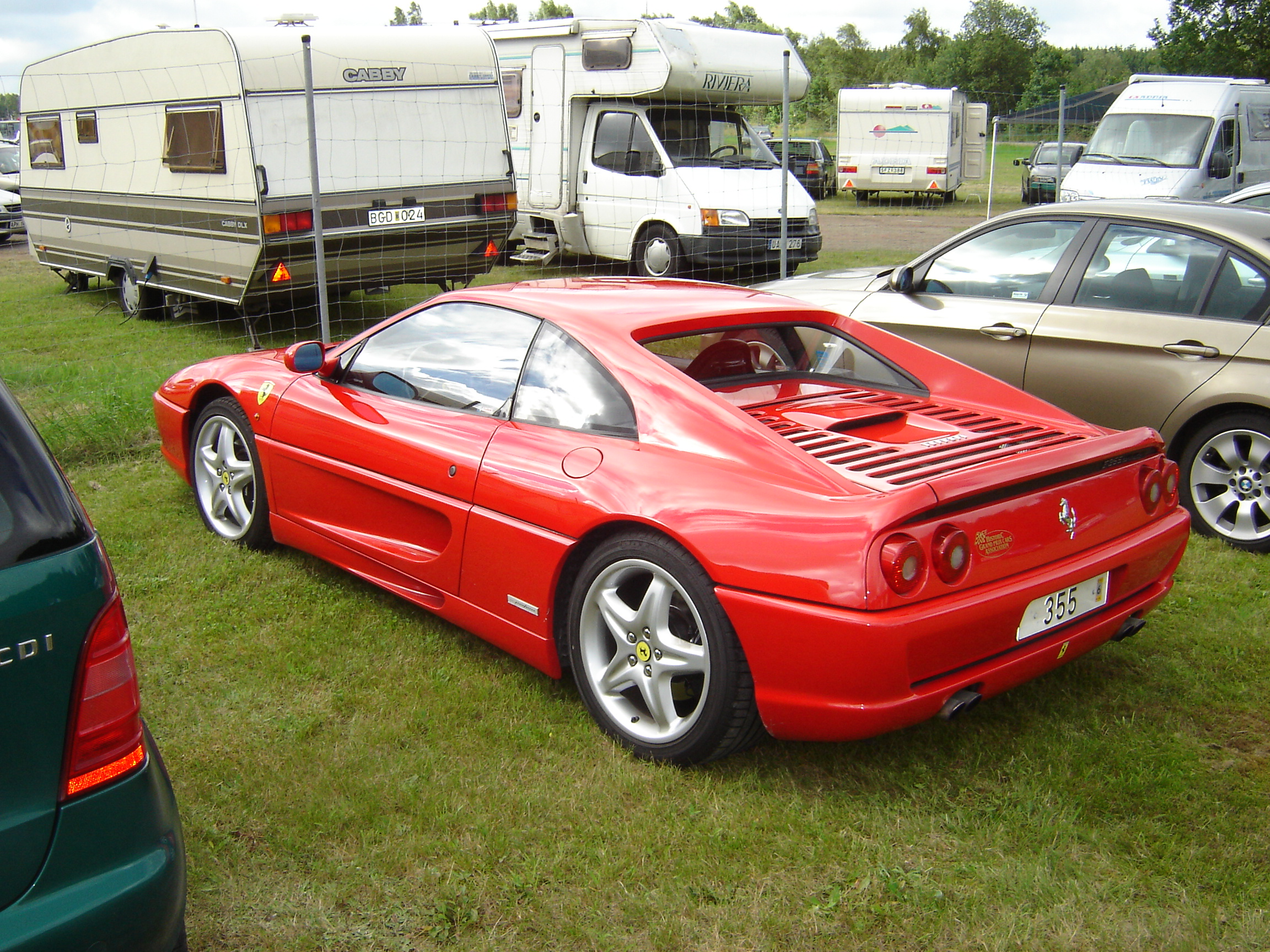

F355 베를리네타는 1994년 5월 성공적인 F355 모델 시리즈의 첫 번째 모델로 소개되었다.

### F355 스파이더
1995년에 출시된 페라리 F355의 컨버터블 모델이다.

## 성능
제조업체 성능 주장
- 최고출력 : 8,250rpm~ 380PS (375hp; 279kW)[4]
- 최대토크 : 6,000rpm에서 363N⋅m (268lb⋅ft)[4]
- 0–100km / h (0–62mph) : 4.7초[4]
- 0–160km / h (0–100mph) : 10.8초[5]
- 0–400m : 12.9초[4]
- 0–1,000m : 23.7초[4]
- 최고속도 : 295km/h[3]

테스트된 성능
- 0km/h ~97 km/h (60 mph): 4.5초
- 0km/h~161 km/h (100 mph): 11.2초
- 0km/h~209 km/h (130 mph): 19.1초
- 롤링 시작, 8–97 km/h (5–60 mph): 5.5초
- 탑기어, 48~80 km/h (30–50 mph): 7.9초
- 탑기어, 80~113 km/h (50–70 mph): 8.2초
- 서 있는 ¼-마일: 13.0초 at 177 km/h (110 mph)
- 최고속도 (수정 지시 제한): 274 km/h (170 mph)
- 제동, 113 km/h (70 mph)–0: 156 ft (48 m)
- 로드 홀딩, 300-ft-diameter skidpad: 0.98 g

## 생산 대수
페라리 F355의 생산대수는 11,273대이다.

## 리콜
2009년 11월, 페라리는 연료 공급 파이프를 손상시키고 연료가 엔진실로 누출될 수 있는 부적절하게 배치된 나사 클램프 때문에 미국에서 약 2,400대의 1995년~1999년식 355 및 355F1을 리콜하였다. 페라리는 운전자 부상과 관련된 화재로 소송을 당했을 때 이 문제를 알게 되었다.